# Glasharmonika
En glasharmonika er et musikinstrument lavet af en glaskegle. Den er ikke opfundet, men forbedret af Benjamin Franklin.
Den består af flere glascylindre i forløb. De kan sættes i svingninger, når cylinderen berøres.  

## Videoer
- Rondo KV 617 (Glasharmonika) – Mozart / Thomas Bloch, quintet
- Adagio KV 356 (Glasharmonika) – Mozart / Ensemble Modern
- Fantaisie (Glasharmonika) – J.J.S. von Holt Sombach / Thomas Bloch